# Thomas Schnitzer
Thomas Schnitzer (* 22. November 1955 in Breitenwang) ist ein österreichischer Politiker (Bürgerforum Tirol-Klub). Er ist seit 2008 Abgeordneter zum Tiroler Landtag und lebt in Ehrwald. Er ist verheiratet und Vater zweier Kinder.
Schnitzer besuchte von 1962 bis 1967 die Volksschule und im Anschluss bis 1971 eine Hauptschule. In der Folge erlernte er zwischen 1971 und 1974 den Beruf des Maurers in Garmisch-Partenkirchen und arbeitete 1975 im erlernten Beruf. Schnitzer absolvierte danach ab 1975 eine Höhere Technische Lehranstalt für Hochbau, die er 1979 mit der Matura abschloss. Nach dem Ende seiner Schulausbildung arbeitete Schnitzer zwischen 1979 und 1981 als Bautechniker, seit 1981 ist er Beamter des Arbeitsmarktservice Tirol in Reutte. Zudem war er bis 1989 als Freier Mitarbeiter in Architekturbüros tätig.
Schnitzer war von 1986 bis 1989 Mitglied des Gemeinderates der Gemeinde Ehrwald und übte zwischen 1989 und 1992 das Amt des 
Bürgermeister-Stellvertreters aus. Von 1992 bis 2010 war er Bürgermeister von Ehrwald und übt zudem die Funktion des EUREGIO-Vizepräsidenten aus.